# Kascjukovičy
Kascjukovičy (in bielorusso Касцюковічы?) è un comune della Bielorussia, situato nella regione di Mahilëŭ.